# ECIES
ECIES (zkratka anglického Elliptic Curve Integrated Encryption Scheme ) je hybridní šifrovací schéma postavené nad eliptickými křivkami.
Schéma navrhl v roce 2001 Victor Shoup a je založeno na obtížnosti Diffieho-Hellmanovy úlohy, na které je založena i známější samostatná Diffieho-Hellmanova dohoda na klíči. Stalo se součástí různých norem, mj. ANSI X9.63, IEEE 1363a, ISO 18033-2 a SECG SEC 1.

## Parametry schématu
- funkce pro odvození klíče KDF
- autentizační funkce MAC
- symetrická šifra s šifrovacím postupem E a dešifrovacím postupem D
- konečné těleso {\displaystyle \mathbb {F} _{p}} s prvočíselným počtem prvků
- eliptická křivka {\displaystyle Y^{2}=X^{3}+aX+b} nad tímto tělesem
- bod {\displaystyle P\in E(\mathbb {F} _{p})} o prvočíselném řádu {\displaystyle n}, {\displaystyle h={\frac {\mid E(\mathbb {F} _{p})\mid }{n}}}

## Vytvoření klíčového páru
Alice si zvolí soukromý klíč {\displaystyle d_{A}\in \{1,\dots ,n-1\}} a zveřejní svůj veřejný klíč {\displaystyle EK_{A}=d_{A}P}.

## Šifrování
Odesílatel zprávy {\displaystyle m\in \{0,1\}^{*}}, zkombinuje symetrickou šifru, znalost veřejného klíče příjemce a šifru ElGamal následujícím způsobem:
1. zvolí náhodné číslo {\displaystyle k\in \{1,\dots ,n-1\}}
2. spočítá {\displaystyle R=kP} a {\displaystyle Z=hk\cdot EK_{A}}
3. spočítá symetrické klíče {\displaystyle k_{1}\Vert k_{2}=KDF(Z_{x})}, kde {\displaystyle Z_{x}} je souřadnice {\displaystyle x} bodu {\displaystyle Z}
4. spočítá {\displaystyle C=E_{k_{1}}(m)} a {\displaystyle T=MAC_{k_{2}}(C)}
5. odešle trojici {\displaystyle (R,C,T)}

## Dešifrování
Příjemce má k dispozici trojici {\displaystyle (R,C,T)} a svůj soukromý klíč {\displaystyle d_{A}}. Jeho postup je:
1. spočítá {\displaystyle Z=hd_{A}R}
2. spočítá dva symetrické klíče {\displaystyle k_{1}\Vert k_{2}=KDF(Z_{x})}
3. ověří, že {\displaystyle T=MAC_{k_{2}}(C)}
4. spočítá {\displaystyle m=D_{k_{1}}(C)}